# Marisa Figurato
Marisa Figurato (Napoli, 27 gennaio 1952) è una giornalista italiana autrice di libri di saggistica e approfondimento su temi e avvenimenti che hanno segnato la cronaca e la storia recente di Napoli.

## Biografia
La sua attività giornalistica comincia nel 1972, quando ancora frequenta la facoltà di Scienze Politiche dell'università Federico II di Napoli. Dopo le prime collaborazioni al quotidiano del pomeriggio Napoli Notte, entra a far parte della redazione del Roma, dove da praticante segue l'evolversi dell'epidemia di colera del 1973. Diventa giornalista professionista nel 1974, anno in cui il terrorismo fa la sua comparsa a Napoli con i Nuclei Armati Proletari, su cui scrive articoli e inchieste giornalistiche. Nel 1976 collabora per un breve periodo con l'emittente televisiva Canale 21, una delle prime televisioni private via etere a diffusione regionale. Nel 1979 viene eletta nel direttivo dell'Unione regionale cronisti.
Nasce in quegli anni il suo interesse per la cronaca della città attraversata da forti tensioni sociali, dove i ritmi della vita sono scanditi da drammi umani che si susseguono e si sovrappongono tanto in fretta da non riuscire a imprimersi nella memoria collettiva. Il bisogno di capire e trovare risposte la spinge ad approfondire temi che spesso non trovano sufficiente spazio sulle pagine dei giornali.
Quando, a novembre del 1980, il Roma chiude, si dedica ad un'approfondita ricerca sulla storia del contrabbando a Napoli, che sviluppa assieme al giornalista Francesco Marolda. Il risultato è un libro a quattro mani, Storia di contrabbando: Napoli, 1945-1981..
Nel 1981 ottiene il primo contratto a termine dalla Rai presso la sede napoletana di viale Marconi e tre anni dopo l'assunzione definitiva.
Da inviato speciale realizza servizi e inchieste per il tg regionale, per Tg1, Tg2, Tg3, Rai International, per i giornali radio e per trasmissioni di approfondimento delle varie testate giornalistiche, sugli eventi che segnano i momenti più traumatici della storia recente di Napoli: dagli attentati terroristici, al dramma dell'amianto, ai maggiori disastri ambientali, alle indagini e ai processi sulla corruzione politica e il crimine organizzato.
Collabora alla trasmissione “Viaggio nel Sud”, curata da Sergio Zavoli, e al programma Neapolis, il primo della Rai dedicato alle nuove tecnologie e in onda da Napoli. Conduce il TG Campania per sedici anni.
Nel 1985, dopo l'uccisione del giornalista Giancarlo Siani, l'autorità giudiziaria avvia indagini su una telefonata di sedicenti Brigate rosse che annoverano Marisa Figurato fra i loro obiettivi. Il ministro dell'Interno, Oscar Luigi Scalfaro, lo riferisce in parlamento.
Convinta che 
(Marisa Figurato, Patto inconfessabile. Politica, crimine e affari dopo il caso Cirillo a Napoli, editore Tullio Pironti 1993.)
decide di approfondire un argomento scottante: il “caso Cirillo”, intrigo giocato contemporaneamente sui tavoli della politica, dei servizi segreti, degli interessi criminali, delle lobbies del mattone e della finanza. Pubblica quindi Patto Inconfessabile, un saggio sulla trattativa che nel 1981 consentì di liberare l'assessore democristiano Ciro Cirillo, rapito dalle Brigate rosse.
(Maurizio Valenzi, Fondazione Valenzi)
(Valter Vecellio, "QuaderniRadicali". 
Intervento di Valter Vecellio 27 aprile 1981: il caso Cirillo e oltre (III parte), pubblicato sul n. 46/47 anno XIX autunno - inverno 1995 di QuaderniRadicali)
Nel 2003 scrive Napoli sangue e misteri, un saggio - inserito nella realtà storica e sociale della città - che ricostruisce crimini efferati rimasti senza colpevoli. Dopo l'edizione cartacea, non più disponibile sul mercato, il libro è stato aggiornato, digitalizzato e diviso in due ebook nel 2014.
A settembre del 2010 si dimette dalla Rai e scrive L'onorata sanità, un noir che, ispirandosi a fatti reali, esplora la devastante patologia sociale che unisce delinquenti comuni e cosiddetti insospettabili in un unico disegno, dove interessi diversi si alimentano di una convenienza reciproca. Il libro viene pubblicato nel 2011. Lo stesso anno accetta di impegnarsi politicamente come responsabile della Cultura nell'esecutivo regionale del Partito democratico e in questa veste denuncia inefficienze e opacità che compromettono i beni culturali della Campania. Dopo sette mesi lascia l'incarico.
Nel 2014 decide di sperimentare i nuovi strumenti offerti dalle tecnologie digitali, che in Italia ancora incontrano ostacoli culturali, e trasforma in ebook anche L'onorata sanità. Nel 2018 pubblica esclusivamente in formato digitale Storia vera di un ladro di libri: L'incredibile saccheggio della biblioteca dei Girolamini di Napoli fra complicità, silenzi colpevoli e istituzioni distratte. L'ebook propone la documentata ricostruzione di una grande impostura criminale che s'intreccia con un pezzo di storia d'Italia e sfocia nella devastazione dell'antica biblioteca dei frati Girolamini, uno dei tesori del patrimonio culturale italiano.
È più volte intervistata in programmi di approfondimento come La storia siamo noi e in documentari di Rai Cultura che trattano di contrabbando, camorra, processi clamorosi e attentati terroristici.
In questi anni si diverte a collaborare al disco Canzoniere Minimo Leggero del musicista Lorenzo Hengeller, registrando una clamorosa fake news sull'improvviso capovolgimento del Vesuvio, in uno dei brani più spiritosi e originali del cd: Edizione straordinaria tg.

## Opere

### Libri
- Storia di contrabbando: Napoli, 1945-1981, coautore Francesco Marolda, Editore Tullio Pironti, 1981
- Patto inconfessabile. Politica, crimine e affari dopo il caso Cirillo a Napoli, editore Tullio Pironti 1993
- Napoli sangue e misteri, editore Tullio Pironti, 2003
- L'onorata sanità – Editore Tullio Pironti, 2011

### Ebook
- Napoli sangue e misteri 1ª parte - ebook Kindle 2014
- Napoli sangue e misteri 2ª parte - ebook Kindle 2014
- L'onorata sanità - ebook Kindle 2014
- Storia vera di un ladro di libri: L'incredibile saccheggio della biblioteca dei Girolamini di Napoli fra complicità, silenzi colpevoli e istituzioni distratte, ebook Kindle 2018